# 安德烈·弗雷德里克·考南德
安德烈·弗雷德里克·考南德（法語：André Frédéric Cournand，1895年9月24日—1988年2月19日），法国医生和生理学家。
他与沃纳·福斯曼和迪金森·伍德拉夫·理查兹因发明心脏导管术以及循环系统的病理学研究而获得1956年诺贝尔生理学或医学奖。
考南德出生在巴黎，1930年移居美国，1941年加入美国国籍。他曾担任美国哥伦比亚大学医师和外科医生学院和哥伦比亚大学教授。